# Lebak Mekar
Lebak Mekar is een bestuurslaag in het regentschap Cirebon van de provincie West-Java, Indonesië. Lebak Mekar telt 8271 inwoners (volkstelling 2010).